# Wilhelm Kümpel (Maler)
Wilhelm Kümpel (* 5. September 1822 in Altona, Herzogtum Holstein; † 17. April 1880 in London) war ein deutscher Porträt-, Historien- und Landschaftsmaler der Düsseldorfer Schule. Als Tenor trat er ab den 1840er Jahren in verschiedenen musikalischen Aufführungen auf.

## Leben
Kümpel besuchte in den Jahren 1840 bis 1844 die Kunstakademie Düsseldorf, wo er bei Karl Ferdinand Sohn besonders die Porträtmalerei studierte. Im 2. Quartal 1844 ging er dort ab. Unter dem Dirigenten Julius Rietz trat Kümpel im Mai 1845 als Solo-Tenor auf dem Niederrheinischen Musikfest in Düsseldorf auf.

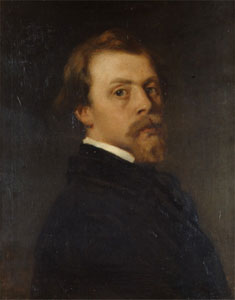
Porträt des Komponisten Cornelius Gurlitt, 1848, Altonaer Museum

Als 1848 die Schleswig-Holsteinische Erhebung stattfand, lebte Kümpel bereits wieder in seiner Geburtsstadt Altona, einem Zentrum dieser Auseinandersetzung, in der es seitens vieler Altonaer Bürger darum ging, den Danisierungsbestrebungen des dänischen Landesherrn Christian VIII. entgegenzutreten und in der Schleswig-Holstein-Frage für den Zusammenhalt der Herzogtümer Holstein und Schleswig einzutreten (Up ewig ungedeelt). Aus dieser Zeit stammen das Historienbild Andromeda, an den Felsen geschmiedet (1847) und das Porträt des Komponisten Cornelius Gurlitt (1848). Während oder nach dieser Erhebung geriet Kümpel, damals Mitglied des Hamburger Künstlervereins von 1832, in politische Gefangenschaft.
Anschließend ging er ins Exil nach London. Dort wirkte er als Porträt-, Figuren- und Landschaftsmaler, gelegentlich trat er auch als Sänger in Erscheinung. An Ausstellungen der Royal Academy of Arts nahm er zwischen 1857 und 1879 mit folgenden Gemälden teil: Margaret, from Faust (1857), Disappointment (1859), An incident in the life of Otto I, Emperor of Germany (1862), W.G. Cusins Esq. (1867), In the Wood, New Forest (1873), An old mill in the Tyrol (1877) und Mark-Ash, New Forest (1879). Einige seiner Bilder wurden in der Illustrated London News abgebildet. Spätestens 1869 entdeckte er für seine Landschaftsmalerei den New Forest, eine romantisch bewaldete Gegend in Hampshire. Die New Forest Exhibition, die 1876 in der Londoner Regent Street dazu veranstaltet wurde, durch Bilder dieser Landschaft zu deren Unterschutzstellung beizutragen, zählte Kümpel zu ihren Akteuren.
Als Sänger trat er am 30. März 1854 in der Soiree einer „Mademoiselle Hermann“ auf. In den Jahren 1868 und 1869 wirkte er an Konzerten einer „Madame Greiffenhagen“ mit. Am 4. Juli 1868 brachte er als Mitglied der „Working Men’s Society“ in einer Abendvorstellung „Walther’s Lied“ aus Richard Wagners Die Meistersinger von Nürnberg zu Gehör.
In London gehörte Kümpel zu den Gründern der Deutschen Vereins für Kunst und Wissenschaft (Deutsches Athenäum London). Zu den Freunden Kümpels zählten unter anderem der Schriftsteller und Sammler George Powell of Nanteos (1842–1882), der bei ihm Zeichnungen deutscher Komponisten in Auftrag gab, sowie die Maler Carl Haag und Joseph Wolf, die im Jahr 1870 zusammen mit Kümpel zugunsten der Angehörigen gefallener deutscher Soldaten des Deutsch-Französischen Kriegs eine Benefiz-Gemäldeausstellung des Deutschen Athenäums leiteten.